# Rolling Stone
Ролинг стоун (енгл. Rolling Stone) је амерички часопис чији текстови се односе на теме из музике, политике и популарне културе. Излази сваке две недеље. Овај часопис су основали у Сан Франциску у Калифорнији 1967. године Џан Венер и музички критичар Ралф Џ. Глисон. Првобитно је био познат по покривању рок музике и по политичком извештавању Хантера С. Томпсона. Деведесетих година 20. века часопис се проширио и преусмерио фокус на млађу читалачку публику заинтересовану за омладински оријентисане телевизијске емисије, филмске глумце и популарну музику. Од тада се вратио својој традиционалној мешавини садржаја, укључујући музику, забаву и политику.

## Историјат магазина
Часопис су 1967. године основали Јан Венер, који је и данас власник и издавач, и музички критичар Ралф Џ. Глајсон (са капиталом од наводно свега 7.500 посуђених долара). Магазин се убрзо одвојио од бројних тадашњих андерграунд новина сличног карактера и тадашњег гонзо новинарства у свету музике и поп културе, својом озбиљношћу и квалитетом текстова. Магазин су прославили његови серијали, између осталог и велики о Пети Херст, богатој америчкој наследници и лажној жртви отмице, она је истовремено била и чланица субверзивне политичке групе (Symbionese Liberation Army) која ју је отела и тражила новац за пуштање на слободу. У сваком случају отмица Пети Херст је била велики медијски догађај у Америци седамдесетих година, а ексклузивни серијал донео је часопису Ролинг стоун многе читаоце и повећао утицај у друштву.
Прво издање је објављено 9. новембра 1967. године, а на насловној страни је представљен Џон Ленон у костиму за филм Како сам победио у рату. Оно је било у новинском формату са водећим чланком о поп фестивалу у Монтереју. Цена наведена на насловној страни била 25 ¢ (еквивалентно 1,88 УСД у 2016) и часопис је објављиван двонедељно. У првом броју, Венер је објаснио да се наслов часописа односио на блуз песму из 1950. „Rollin' Stone“, коју је снимио Мади Вотерс, и хит сингл Боба Дилана из 1965. „Like a Rolling Stone”:
Вероватно се питате шта покушавамо да урадимо. Тешко је рећи: нека врста часописа и новина. Његово име Ролинг стоун потиче од старе изреке „Ваљајући камен не саскупља маховину.” Мади Вотерс је користио тај назив за песму коју је написао. Ролингстоунси су добили име по Мадијевој песми. „Like a Rolling Stone” био је наслов прве рокенрол плоче Боба Дилана. Започели смо нову публикацију која одражава оно што видимо да су промене у рокенролу и промене везане за рокенрол.
Неки аутори приписују име искључиво Дилановом хит синглу: „На предлог [Ралфа] Глисона, Венер је назвао свој часопис по песми Боба Дилана.“ Ролинг Стоун се у почетку поистовећивао са и извештавао о хипи контракултури своје ере. Међутим, он је дистанцирао себе од тадашњих подземних новина, попут Беркели Барба, прихвативши традиционалније новинарске стандарде и избегавајући радикалну политику подземне штампе. У првом издању, Венер је написао да се Ролинг Стоун „не односи само на музику, већ на ствари и ставове које музика обухвата”. У једном чланку из 2017. којим се слави 50. годишњица издања, Ролинг Стоунов Дејвид Браун је изјавио да је име часописа указивало на Ролингстонсе као и на „Rollin' Stone“ и „Like a Rolling Stone“.
Дугогодишњи слоган часописа, „Све вести које одговарају“, дала је прва сарадница, менаџер и понекад уредник Сузан Лајдон. Она је то преузела из првоаприлског издања Columbia Daily Spectator у којем је објављено „Све вести које нам одговарају ми штампамо“, пародија на слоган Њујорк Тајмса „Све вести које се могу штампати“. Рубрика се први пут појавила 1969.
Седамдесетих година 20. века, Ролинг Стоун је почео да оставља траг својим политичким покрићем, при чему су политичку секцију часописа писали гонзо новинари попут Хантер С. Томпсона. Томпсон је прво објавио своје најпознатије дело, Страх и гнушање у Лас Вегасу, на страницама Ролинг Стоуна, где је остао сарадник до своје смрти 2005. Седамдесетих година 20. века часопис је такође помогао у покретању каријере многих истакнутих аутора, укључујући Камерона Кроуа, Лестера Бангса, Џоа Клејна, Џоа Естерхаса, Бена Фонг-Тореса, Пати Смит и П. Џ. О’Рорка. Тада је часопис објавио неке од својих најпознатијих прича. Издање од 21. јануара 1970. покривало је бесплатни концерт у Алтамонту и смрт Мередит Хантер, која је освојила награду за специјализовано новинарство на додељивању награда националним магазинима 1971. године. Касније 1970. године, Ролинг Стоун је објавио чланак од 30.000 речи о Чарлсу Менсону аутора Дејвида Далтона и Дејвида Фелтона, укључујући и њихов интервју Менсона док је био у Окружном затвору ЛА чекајући суђење, за шта је Ролинг Стоун добио своју прву награду Националног часописа. Четири године касније, такође су пратили одисеју отмице Пати Херст. Један анкетар, говорећи за многе своје колеге, изјавио је да је први примерак часописа купио по првом доласку на факултет, описујући то као „обред преласка“.
Године 1972, Венер је Тому Вулфу доделио да покрива лансирање последње Насине мисије на Месец, Аполо 17. Он је 1973. објавио четвороделну серију под насловом „Посторбитално кајање”, о депресији коју су неки астронаути доживели након што су били у свемиру. Након те серије, Вулф је почео да истражује читав свемирски програм, у ономе што је постало седмогодишњи пројекат за који му је требало времена да напише Обојену реч, књигу о уметности, и да доврши Mauve Gloves & Madmen, Clutter & Vine, збирку краћих комада и коначно Праве ствари.
Ролинг стоун је регрутовао писце из мањих музичких часописа, укључујући Пола Нелсона из Синг Оута, који је од 1978. до 1983. постао уредник рецензија плоча, и Дејва Марђа из Крима.
Године 1977. часопис је преселио своје седиште из Сан Франциска у Њујорк. Уредник Џен Венер је изјавио да је Сан Франциско постао „културна устајала вода”.